# Беккер, Гэри
Гэ́ри Стэ́нли Бе́ккер (англ. Gary Stanley Becker; 2 декабря 1930, Потсвилл, штат Пенсильвания — 3 мая 2014, Чикаго) — американский экономист, лауреат Нобелевской премии 1992 года «за распространение сферы микроэкономического анализа на целый ряд аспектов человеческого поведения и взаимодействия, включая нерыночное поведение». Беккер применил экономические методы для анализа человеческого поведения, типичный представитель чикагской школы.

## Биография
Родился в еврейской семье 2 декабря 1930 года, Потсвилл, штат Пенсильвания. Семья у Беккеров была большая — помимо Гэри, были ещё три ребёнка: брат Марвин, сёстры Венди и Натали.
Когда Гэри было четыре года, семья переехала в Бруклин. Гэри окончил среднюю школу Джеймса Мэдисона в Бруклине в 1948 году. До 16 лет он интересовался гандболом и был одним из лучших спортсменов в этом виде спорта.
В 1951 году получил степень бакалавра в Принстонском университете, в 1953 году магистерскую степень по социальным наукам в Принстонском университете, затем степень доктора в Чикагском университете в 1955 году.
Преподавательскую деятельность начал в 1955 году в Принстонском университете, а с 1957 по 1968 годы преподавал ассистентом, доцентом, а с 1960 года профессором в Колумбийском университете, а в 1969 году вернулся в Чикагский университет, с 1970 года профессор экономики и социологии Чикагского университета, в 1984—1985 годах возглавлял кафедру экономики.
В 1974 году был вице-президентом, а в 1987 году президентом Американской экономической ассоциации, президентом Общества экономики труда в 1997 году. Входил в консультативный совет журнала Review of Economics of the Household, являлся членом Национальной академии наук США, Американской академии искусств и наук, Американской ассоциации стандартов, Американского философского общества, эконометрического общества, создателем и членом Национальной академии образования (в 1965—1967 годах — вице-президент), членом общества «Мон Пелерин», старшим научным сотрудником Гуверовского института.
В 1996 году выступал советником Боба Дола в президентской кампании. С декабря 2004 года принимал участие в самом цитируемом профессиональными экономистами блоге Беккера—Познера, с острыми аналитическими комментариями по текущей экономической ситуации.
Гэри первый раз женился в 1954 году на Дориа Слот, брак продлился до смерти Дории в 1970 году, оставив двух дочерей Катрин Беккер и Джуди Беккер. Второй раз женился в 1980 году на Гити Нашат, что дало ему двух пасынков Михаила и Кира.
Беккер умер 3 мая 2014 года в Чикаго, в возрасте 83 лет после осложнений от операции.

## Основные идеи
Экономическая теория дискриминации
В 1957 году вышла книга Беккера «Экономика дискриминации», основанной на его докторской диссертации, которая и открыла новый раздел в экономической теории. Теория дискриминации описывает создание дискриминации за счет специфических предпочтений некоторых агентов, формирующих группу, не желающих вступать в контакты с представителями другой группы. Таким образом каждый экономически активный агент имеет склонность к дискриминации, что отражает коэффициент дискриминации, равный тому, чем готов пожертвовать агент ради того, чтобы не вступать в отношения с представителями другой группы.
Беккер представляет конкурентную модель рынка труда с наблюдаемыми фактами неодинаковой оплаты труда белых и черных работников. Для этого он ввел в функции полезности работодателей «пристрастие» к дискриминации. Эта работа в конце концов дала толчок целой серии объяснений устойчивым различиям в заработках.
Экономика преступления и наказания
В 1968 году вышла статья Беккера «Преступление и наказание: экономический подход», в которой разработан экономический подход к анализу преступности, открыв новое направление экономика преступления и наказания, используя экономический империализм.
Преступление как вид деятельности, которую некоторые люди выбирают рационально, сравнивая ожидаемые выгоды и ожидаемые издержки в виде вероятного ареста и наказания, с учётом своего субъективного отношения к риску быть наказанным.
Теория человеческого капитала
В 1962 году вышла статья Беккера «Инвестиции в человеческий капитал: теоретический анализ», а в 1964 году — книга «Человеческий капитал: теоретический и эмпирический анализ». В этих работах экономический подход даёт целостную схему для понимания человеческого поведения. Согласно подсчётам Беккера, инвестиции в человеческий капитал в США приносят более высокую норму процента, чем инвестиции в ценные бумаги.
Человеческий капитал — это имеющийся у каждого запас знаний, навыков, мотиваций. Инвестициями в него могут быть: образование, накопление профессионального опыта, охрана здоровья, географическая мобильность, поиск информации.
Первоначальные интересы исследователя заключались в оценке экономической отдачи от образования.
Беккер первым осуществил статистически корректный подсчет экономической эффективности образования. Для определения дохода, например, от высшего образования из пожизненных заработков тех, кто окончил колледж, вычитались пожизненные заработки тех, кто не пошёл дальше средней школы. Издержки обучения, наряду с прямыми затратами (плата за обучение, общежитие и т. д.), в качестве главного элемента содержат «упущенные заработки», то есть доход, не дополученный учащимися за годы учёбы. По существу потерянные заработки измеряют ценность времени учащихся, затраченного на обучение, и являются альтернативными издержками его использования.
Новая теория потребления
В 1965 году вышла статья Беккера «Теория распределения времени», в которой формулируется по-новому теория потребления, в которой семья (домохозяйство) производит основные товары — питание, образование и т. п. за счет использования рыночных товаров и времени её членов, что также обеспечивает первичное разделение труда. Члены семьи предлагают своё время на рынке труда за оплату, а её размер обеспечивает возможные затраты времени каждому потребителю.
Новая экономическая теория семьи
В 1960 году выходит статья Беккера «Экономический анализ рождаемости»", в которой анализируются семья, включая брак, развод, рождаемость и социальная защищенность. Основа для экономики домашнего хозяйства, которая изучает потребление и трудовые ресурсы, является семейные решения, центр принятия которых является не индивид, а домохозяйство.
Теорема о дурном ребёнке (англ.)

## Награды
За свои достижения в области экономической теории был неоднократно награждён:
- 1965 — премия B.C. Войтинского Мичиганского университета,
- 1967 — медаль Джона Бейтса Кларка,
- 1968 — премия за профессиональные достижения Чикагского университета,
- 1985 — премия Фрэнка Сейдмана,
- 1987 — премия Джона Коммонса,
- 1991 — премия Адама Смита,
- 1992 — Нобелевская премия по экономике,
- 1997 — премия Папской академии наук,
- 2000 — Национальная научная медаль США,
- 2004 — премия Джона фон Неймана[англ.],
- 2004 — премия Джейкоба Минсера от Общества экономики труда[19],
- 2007 — Президентская медаль Свободы,
- 2008 — премия Брэдли от Фонда Брэдли[англ.][8].